# Пісня любові (фільм)
«Пісня любові» (фр. Un chant d'amour) — французька короткометражна гомоеротична мелодрама 1950 року, поставлена письменником, драматургом і режисером Жаном Жене за його власним сценарієм.
У березні 2016 року фільм увійшов до рейтингу 30-ти найвидатніших ЛГБТ-фільмів усіх часів, складеному Британським кіноінститутом (BFI) за результатами опитування понад 100 кіноекспертів, проведеного до 30-річного ювілею Лондонського ЛГБТ-кінофестивалю BFI Flare.

## Сюжет
Дія відбувається у французькій в'язниці. Охоронець-вуайєрист спостерігає за двома ув'язненими. Знаходячись в суміжних камерах і уявляючи собі один одного, вони займаються мастурбацією. Потім один з них починає фантазувати про щасливе спільне життя з другом на волі. Упродовж усього фільму кілька разів повторюється епізод, де один ув'язнений марно намагається передати іншому вінок з квітами. Наприкінці фільму тюремний охоронець, напевно з ревнощів, б'є одного з ув'язнених і примушує смоктати ствол пістолета.

## У ролях
| Жава              | ···· | рука, що передає букет                      |
| Андре Рейбаз      | ···· | охоронець                                   |
| Люсьєн Сенемо     | ···· | молодий ув'язнений (в титрах не зазначений) |
| Коко Ле Мартиніке | ···· | другий ув'язнений (в титрах не зазначений)  |

## Реліз
Як квазі-порнографічний, в середині двадцятого століття фільм був доступним лише обмеженому колу глядачів, яким вдавалося його придбати через приватні канали. Сам Жене захотів, щоб його короткометражку ніколи не побачив масовий глядач. Але Британський інститут кінематографії проігнорував волю режисера і випустив красиве DVD-видання фільму.